# Näckrosen (metropolitana di Stoccolma)
Näckrosen è una stazione della metropolitana di Stoccolma.
È localizzata sul confine tra due comuni: la piattaforma e l'accesso lato sud si trovano all'interno del comune di Solna, mentre l'accesso lato nord giace sul territorio del comune di Sundbyberg. Sul tracciato della linea blu T11 della rete metroviaria locale è invece compresa tra le fermate di Solna centrum e Hallonbergen.
La sua apertura ufficiale ebbe luogo il 31 agosto 1975, nello stesso giorno in cui iniziò a divenire operativa la linea blu.
La piattaforma è sotterranea, collocata ad una profondità di circa 21 metri sotto il livello del suolo. Le biglietterie sono due, una per ingresso: quella a nord è situata lungo il viale Ateljévägen mentre quella a sud sorge sul viale Råsundavägen nei pressi dell'incrocio con la strada Greta Garbos väg, a poca distanza dagli studi cinematografici Filmstaden.
La stazione fu progettata dagli architetti Michael Granit e Per H. Reimers e decorata dall'artista Lizzie Olsson Arle.
Il suo utilizzo medio quotidiano durante un normale giorno feriale è pari a 4.500 persone circa.

## Tempi di percorrenza
| Linea | Capolinea       | Tempo  | Stazione                               | Tempo              |
| T11   | Akalla          | 10 min | Västra skogen Fridhemsplan T-Centralen | 4 min 8 min 11 min |
| T11   | Kungsträdgården | 13 min | Västra skogen Fridhemsplan T-Centralen | 4 min 8 min 11 min |